# Paul Guénon
Paul Guénon (né le 4 avril 1911 à Blaye (Gironde), mort le 23 janvier 1946 à Ban Keun (Laos), est un médecin militaire, officier du corps de santé des troupes coloniales françaises, compagnon de la Libération (décret du 28 mai 1945) au titre de son action dans la France libre.
Il est choisi comme parrain de la promotion 2008 de l'Ecole du Service de Santé des Armées de Lyon-Bron.

## Jeunesse et formation
Son père était en poste à la Préfecture de Gironde à sa naissance. Après son service militaire, il entre à l'école du service de santé militaire à Lyon en 1932, puis suit les cours de l’École du Pharo et devient médecin du Corps de santé des troupes coloniales.
En 1937, il sert au 9e régiment de tirailleurs sénégalais à Tarbes et embarque en avril 1938 pour l'Afrique équatoriale française. C’est là que la guerre le trouve comme médecin-chef des troupes du Kanem au Tchad.

## Seconde guerre mondiale
Il rallie les Forces françaises libres à l’été 1940, et devient médecin du Bataillon de marche n° 2 de l’Oubangui-Chari .
Guénon est en Palestine en avril 1941 avant de prendre part à la campagne de Syrie. En décembre 1941, il part pour la Guerre du Désert et participe à la campagne de Libye. Du 27 mai au 10 juin 1942, il combat à Bir Hakeim où il est violemment bombardé, encombré de blessés, il pratique néanmoins avec succès des opérations délicates et ne cesse de remonter le moral des siens,. Il laisse un carnet de note dans lequel on peut lire sa relation de la décision de sortie du camp retranché dans la nuit du 10 juin : « La fin de cet après-midi du 10 juin fut terrible. Sous un bombardement plus violent que jamais, j’opérais, je pansais, j’amputais. Je ne perdis jamais mon calme mais peu à peu je me sentais envahir par un sentiment redoutable : nous allions perdre la partie. Jusque-là, les vagues terrifiantes des Stukas… n’avaient réussi à entamer notre moral… Et pourtant, on sentait bien que cela ne pouvait durer beaucoup plus longtemps… Alors, se faire massacrer ? Inutile… se rendre, être prisonniers ? Impossible, il restait une solution… la fuite, se frayer un chemin manu militari, à travers le cercle ennemi. ».

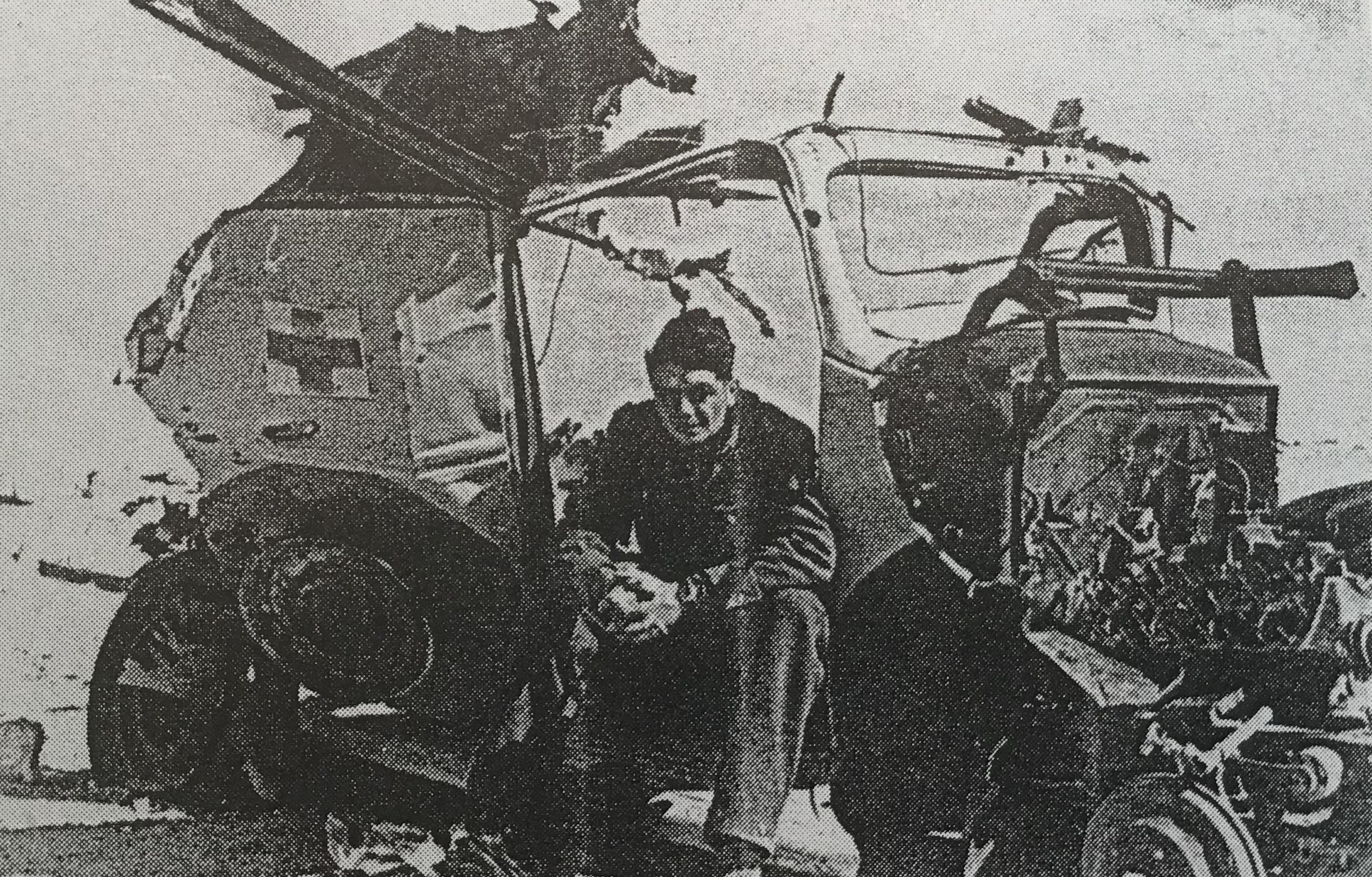
Le médecin-capitaine Paul Guénon devant son ambulance détruite à Bir Hakeim.

En septembre 1942 il est affecté en qualité de médecin-chef au Groupe Sanitaire de la 2e brigade de la 1re division française libre. En octobre, il prend part à la bataille d'El Alamein en Égypte. Le 11 mai 1943 dans le secteur de Takrouna en Tunisie, il assure l'évacuation de 120 blessés sous un violent bombardement d'artillerie.
Il prend part ensuite aux opérations d'Italie (avril-juillet 1944) au sein d'une ambulance Hadfield-Spears avant de débarquer en Provence en août 1944. Après la libération de la vallée du Rhône, Paul Guénon est affecté au Bataillon de marche no 11 avec lequel il participe à la campagne des Vosges, puis à celle d'Alsace où il se distingue à nouveau au cours des durs combats de l'Ill se portant constamment en avant sous le feu ennemi pour assurer le ramassage des très nombreux blessés et leur évacuation. Paul Guénon termine la guerre sur le front des Alpes.

## Après-guerre
Il est volontaire pour l'Indochine, au sein du commando Conus, avec le Corps expéditionnaire français en Extrême-Orient. Le 23 janvier 1946 au cours d'une embuscade à Ban Keun au Laos, Paul Guénon se trouve face à face avec le chef d'une bande de rebelles qui le tue d'une balle en plein cœur.
Paul Guénon est inhumé à Saint-Genès-de-Blaye en Gironde.

## Décorations
- Chevalier de la Légion d'honneur
- Compagnon de la Libération par décret du 28 mai 1945
- Croix de guerre 1939–1945 (2 citations)
- Médaille de la Résistance française par décret du 24 avril 1946[5]
- Médaille coloniale avec agrafes "AFL" et "Tunisie"